# Паї (Во)
Паї (фр. Pailly) — громада  в Швейцарії в кантоні Во, округ Гро-де-Во.

## Географія
Громада розташована на відстані близько 65 км на південний захід від Берна, 19 км на північ від Лозанни.
Паї має площу 5,8 км², з яких на 6,6% дозволяється будівництво (житлове та будівництво доріг), 75,3% використовуються в сільськогосподарських цілях, 17,9% зайнято лісами, 0,2% не є продуктивними (річки, льодовики або гори).

## Демографія
2019 року в громаді мешкало 562 особи (+20,3% порівняно з 2010 роком), іноземців було 11,6%. Густота населення становила 97 осіб/км².
За віковим діапазоном населення розподілялося таким чином: 26,3% — особи молодші 20 років, 61,7% — особи у віці 20—64 років, 11,9% — особи у віці 65 років та старші. Було 212 помешкань (у середньому 2,7 особи в помешканні).
Із загальної кількості 183 працюючих 103 було зайнятих в первинному секторі, 31 — в обробній промисловості, 49 — в галузі послуг.